# Geltungskonsum

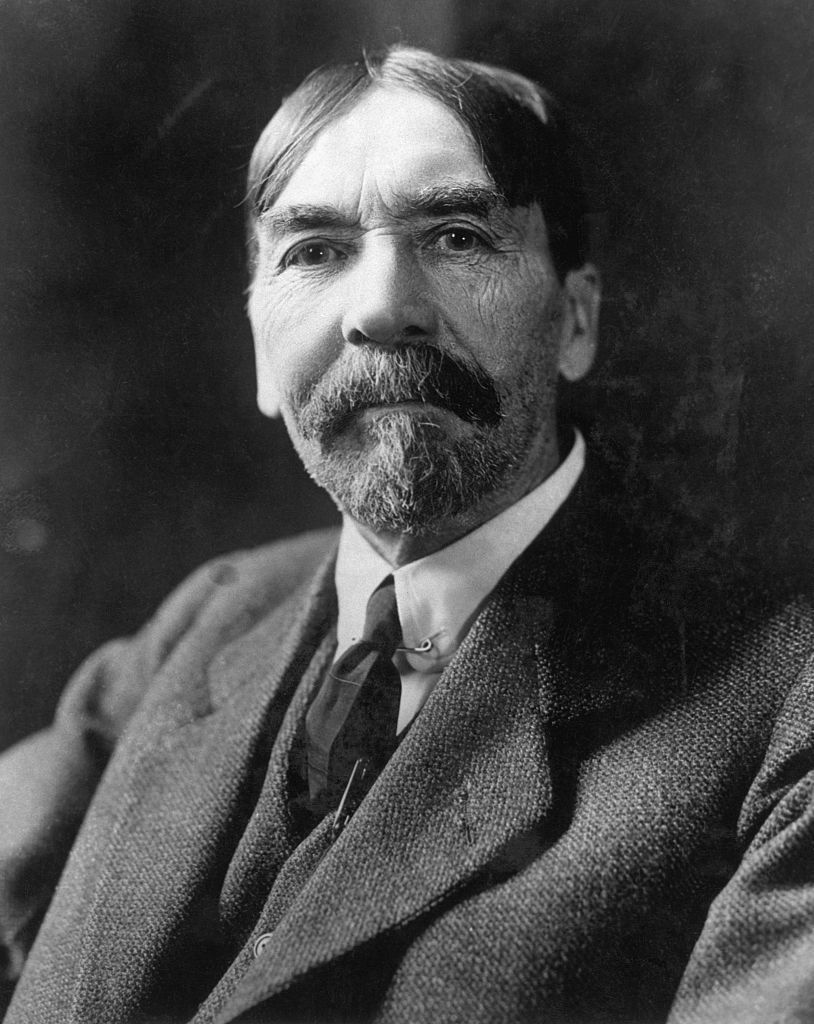
Der Soziologe und Ökonom Thorstein Veblen prägte den Begriff „Geltungskonsum“.

Geltungskonsum ist eine 1899 von Thorstein Veblen eingebrachte und auf seine „Theorie der feinen Leute“ (The Theory of the Leisure Class) zurückgehende soziologische Bezeichnung für auffälliges, auf öffentliche Wirksamkeit (d. h. auf Geltung) zielendes, güter(ver)brauchendes Handeln (conspicuous consumption).
Als „demonstrativer Verbrauch“ bzw. „demonstrative Verschwendung“ zielt das öffentliche Konsumieren darauf ab, zu zeigen, was man sich alles leisten kann (zu prunken, zu prahlen, zu protzen); hierdurch soll der soziale Status dargestellt oder erhöht werden. Es kann daher als eine Form von Imponierverhalten durch Statussymbole angesehen werden.

## Historische Entwicklung des Geltungskonsums
Historisch-archäologisch lässt sich Geltungskonsum bis in die Frühgeschichte konstatieren, wobei insbesondere prächtige Beisetzungen mit reichen Grabbeigaben heute oft (auch) auf diese Weise erklärt werden: Indem man zum Beispiel einem Pharao die Symbole seines Reichtums mit ins Grab gab, dokumentierte man laut dieser Sichtweise weniger einen Jenseitsglauben als vielmehr den Reichtum der Herrscherfamilie, denn während der Beisetzung konnte jeder sehen, welche enormen Werte man einfach in der Erde versenkte.
In Europa war Geltungskonsum zu Lebzeiten besonders in der römischen Oberschicht und den Barockmonarchien ausgeprägt. Erst vor dem Hintergrund der danach obsiegenden bürgerlichen und zumal puritanischen, auf Schlichtheit sehenden Gegenkultur (soli deo gloria) wurde er insbesondere den Lasterhaften, später den sogenannten „Neureichen“ zugeschrieben.
Hinter dem demonstrativen Konsum steht in der Regel ein Wertesystem, das davon ausgeht, dass das eigene Sozialprestige vor allem vom materiellen Lebensstandard abhängt.
Dagegen werden in anderen gesellschaftlichen Kontexten (z. B. häufig unter Intellektuellen, in der Alternativbewegung oder in Kreisen der so genannten Bohème) andere Werte als relevant für das eigene Ansehen erachtet, so z. B. Bildung, Kreativität oder der individuelle Lebensentwurf (Postmaterialismus).

## Begriffsfeld
Es gibt eine Vielzahl von weitgehend gleichbedeutenden Begriffen, die wegen ihres Umfangs hier gesondert aufgeführt werden: Geltungskonsum, Repräsentationskonsum, Prestigekonsum, demonstrativer Geltungskonsum, ostentativer Konsum, Prestigeeffekt, Veblen-Effekt oder franz. consommation ostentatoire. Der Snobeffekt betont die Einzigartigkeit des konsumierten Gutes.

## Volkswirtschaftslehre
Der Veblen-Effekt ist eine Erklärung dafür, dass die Nachfragemenge nach Gütern auch dann steigen kann, wenn ihr Preis steigt (und nicht, wie erwartbar, fällt).
Dieser behauptet, dass Konsumenten ein Gut gerade wegen seines hohen Preises konsumieren. Das heißt, ein bestimmtes Gut wird wegen seines geringen Preises nicht als exklusiv genug betrachtet.
Veblen fokussiert sich in seiner Untersuchung zwar auf die besonderen Aspekte des Geltungskonsums in modernen Gesellschaften, sieht diesen aber bereits bei „räuberischen Kulturen“. Diese zeichnen sich durch eine Oberklasse körperlich überlegener Männer aus, unter denen der unproduktive Konsum verschiedener Speisen und Getränke, darunter Alkohol und Narkotika, als ehrenvoll gelten. In früheren Kulturstadien drücken die durch den Konsum entstandenen Gebrechen ebenfalls einen hohen Status aus. In diesen Kulturformen gleichen die Frauen Sklavinnen. Verschwenderischer Konsum bleibt ihnen verwehrt, sie dürfen lediglich das konsumieren, was sie benötigen, um ihre Arbeit fortzusetzen, obgleich sie die Güter produzieren, welche die Männer für den demonstrativen Konsum benötigen. Eine Ausnahme bildet der Fall, in dem der Konsum einer Frau ihrem Herren Komfort oder Prestige einbringt. Gleiches gilt für niedrigere Gesellschaftsschichten, welche ebenfalls nur das konsumieren dürfen, was sie zum Arbeiten brauchen. Da die Produktion von Luxusgütern noch nicht besonders ausgeprägt ist, kommt der Verschwendung von Zeit und Mühe, also dem Zeigen von Muße, besondere Bedeutung zu. Als edel gelten die Ämter, die im weitesten Sinne mit dem Betätigungsfeld der oberen Klassen zu tun haben, etwa das Kämpfen, Jagen oder die Pflege der Kriegsausrüstung.
Der Übergang zu einem friedlicheren Kulturstadium ist geprägt durch die zunehmende Verbreitung von Privateigentum, bezahlter Arbeitsleistung und kleineren Hauswirtschaften. Der fortschreitende soziale Wandel lässt die Klassengrenzen mehr und mehr wegfallen, die Abschaffung von Sklaverei und Leibeigenschaft lässt die Bedeutung der demonstrativen Muße schwinden, gleichzeitig verliert die Arbeit ihren schändlichen Charakter und wird aufgewertet. Es entwickelt sich eine Abneigung gegen jegliche Verschwendung und Sinnlosigkeit. Diese paradoxen Anforderungen werden gelöst, indem demonstrative Muße stets als produktiv und nützlich verkleidet wird. Darunter fasst Veblen diverse Tätigkeiten der Frauen im bürgerlichen Haushalt oder neu entstandene Gesellschaftspflichten, wie etwa die Gründung von Wohltätigkeitsorganisationen durch amerikanische Millionäre, denen die Bekämpfung eines Missstandes nur ein Vorwand für Geltungskonsum ist. Da in modernen Gesellschaften die Kommunikationsmittel leistungsfähiger werden und die Mobilität zunimmt, gewinnt die demonstrative Verschwendung von Gütern an Bedeutung. Um effektiv zu sein, muss die finanzielle Stärke eines Individuums möglichst auf seine Stirn geschrieben stehen. Durch die höhere Mobilität und die daraus folgende erhöhte Attraktivität des Konsums erklärt sich Veblen, dass das Durchschnittseinkommen in der Stadt zwar höher als auf dem Land ist, die Stadtbewohner aber dennoch eher von der Hand in den Mund leben als Landbewohner.